# إيثامبوتول/آيزونيازيد/بيرازيناميد/ريفامبيسين
إيثامبوتول/آيزونيازيد/بيرازيناميد/ريفامبيسين،  المعرُوف أيضًا باسم إيثامبوتول/إيزونيازيد/بيرازيناميد/ريفامبين هو دواء يستخدم لعلاج مرض السل.  وهو مركبٌ بين الإيثامبوتول والآيزونيازيد والبيرازيناميد والريفامبيسين.  يتم استخدامه إما بمفرده أو مع أدوية أخرى مضادة للسل. دواء اخر مضاد لداء السل. يُؤخذ هذا الدواء عن طريق الفم. 
الآثار الجانبية هي تلك للأدوية الأساسية.  يمكن استخدام البيريدوكسين لتقليل خطر الْخَدر. لا ينصح به للأشخاص الذين يعانون من أمراض الكبد أو القصور الكلوي الحاد.  قد لا يكون الاستخدام مناسبًا للأطفال. من غير الواضح ما إذا كان الاستخدام أثناء الحمل آمنًا. 
يُعتبر هذا الدواء ضمن قائمة الأدوية الأساسية لمنظمة الصحة العالمية، الأدوية الأكثر فعالية وآمنًا في النظام الصحي.  يكلف في المملكة المتحدة، هيئة الخدمات الصحية الوطنية  98.75 جنيهًا لشهر نموذجي من أدوء اعتبارًا من عام 2015.  يباع تحت الأسماء التجارية فوراكتيف وريمستار في المملكة المتحدة. 